# Село-Алатское сельское поселение
Село-Алатское се́льское поселе́ние — муниципальное образование в Высокогорском районе Татарстана Российской Федерации.
Административный центр — село Алат.

## История
Статус и границы сельского поселения установлены Законом Республики Татарстан от 31 января 2005 года № 20-ЗРТ «Об установлении границ территорий и статусе муниципального образования „Высокогорский муниципальный район“ и муниципальных образований в его составе».

## Население
| 2010 | 2011 | 2012 | 2013 | 2014 | 2015 | 2016 |
| ---- | ---- | ---- | ---- | ---- | ---- | ---- |
| 600  | ↗601 | ↘598 | ↘596 | →596 | ↘594 | ↗600 |
| 2017 | 2018 |      |      |      |      |      |
| ↘595 | ↘576 |      |      |      |      |      |

## Состав сельского поселения
| № | Населённый пункт | Тип населённого пункта       | Население |
| - | ---------------- | ---------------------------- | --------- |
| 1 | Алат             | село, административный центр |           |
| 2 | Малый Алат       | село                         |           |
| 3 | Потаниха         | деревня                      |           |
| 4 | Средний Алат     | деревня                      |           |